# Kendall (Florida)
Kendall es un lugar designado por el censo ubicado en el condado de Miami-Dade en el estado estadounidense de Florida. En el Censo de 2010 tenía una población de 75.371 habitantes y una densidad poblacional de 1.753,59 personas por km².En el censo de 2020, la población ascendía a 80 241 habitantes.
El área de Kendall es una zona urbana localizado al sur este de Miami. Y también el hogar de una de las mayores poblaciones colombiana en el Estado de la Florida. Más de 39.000 colombianos viven en la zona, la mayoría concentrados en el extremo occidental (al oeste del Turnpike de la Florida), Country Walk, El Cruce, Lagos Kendale, West Kendall y Tres Lagos, donde representan más del 60 % de la población en ciertos barrios (West Kendall, Royal Palms).

## Geografía
Kendall se encuentra ubicado en las coordenadas 25°40′10″N 80°21′17″O / 25.66944, -80.35472. Según la Oficina del Censo de los Estados Unidos, Kendall tiene una superficie total de 42.98 km², de la cual 41.65 km² corresponden a tierra firme y (3.1%) 1.33 km² es agua.

## Demografía
Según el censo de 2010, había 75.371 personas residiendo en Kendall. La densidad de población era de 1.753,59 hab./km². De los 75.371 habitantes, el 87.94% eran blancos, el 4.38% eran afroamericanos, el 0.14% eran amerindios, el 3.01% eran asiáticos, el 0.04% eran isleños del Pacífico, el 2.29% eran de otras razas y el 2.2% pertenecían a dos o más razas. Del total de la población el 63.74% eran hispanos o latinos de cualquier raza.
Es de destacar que en esta zona residencial urbana viven miles de colombianos, por lo que Kendall es conocida como la Pequeña Colombia, dada la gran influencia de esta comunidad en el sur de la Florida. La verdad es que su creciente presencia es evidente y, que incluso han sobrepasado a los nicaragüenses como el segundo grupo hispano en la región después de los cubanos.

## Toponimia
El nombre de esta localidad refiere al Comandante Kendall, ejecutivo de la British Land Company que había examinado y creado mapas de muchas áreas de Florida.

## Economía

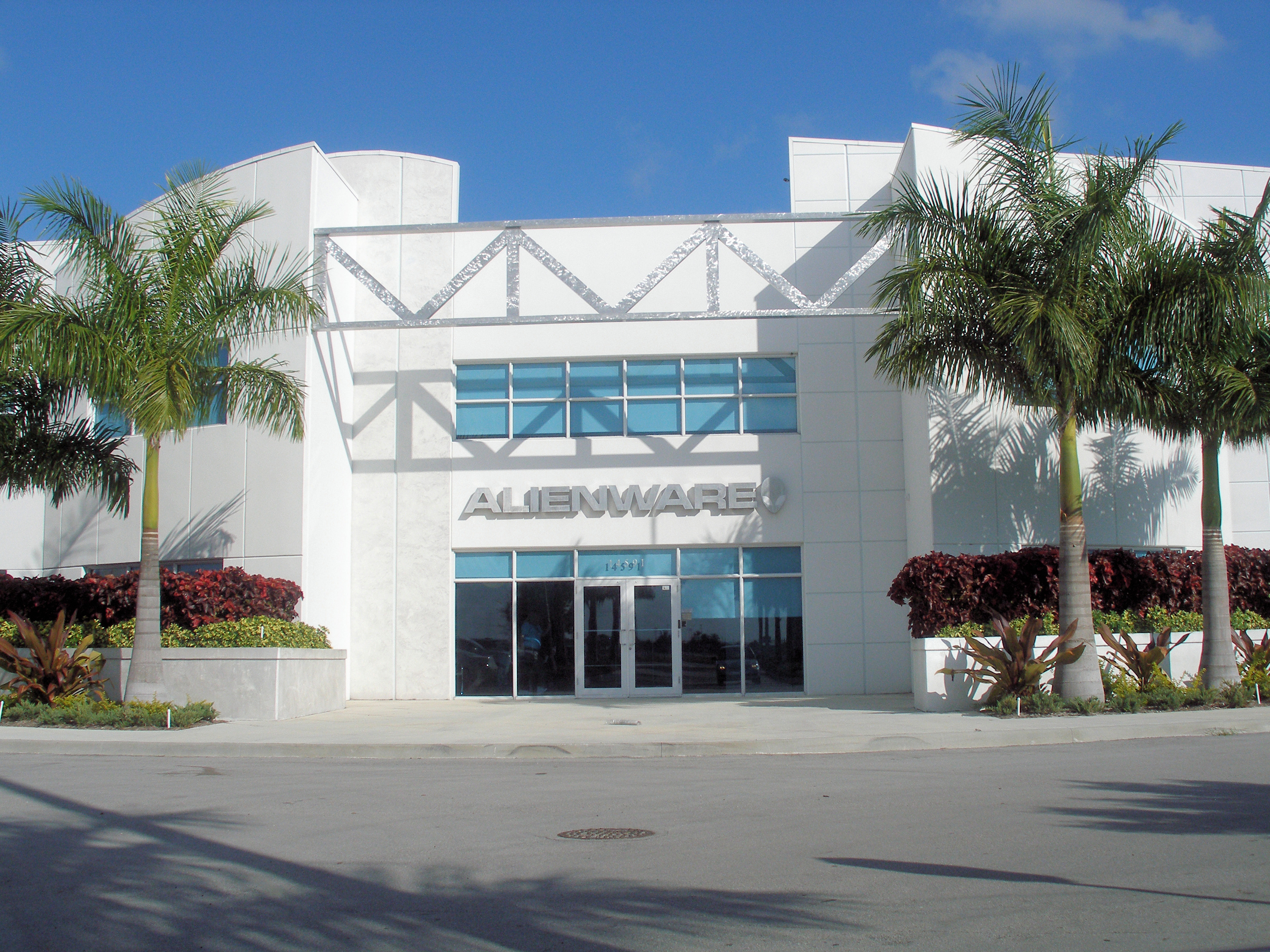
Sede de Alienware

Varias empresas tienen su sede en Kendall. Es el caso de Pollo Tropical, una cadena de restaurantes y una franquicia especializada en comida hispanocaribeña; y de Alienware, compañía fabricante de computadores gamer. Antes de su disolución, Air Florida, una aerolínea de bajo costo, tenía su sede en Dade Towers, en lo que ahora es Kendall CDP. 
En Kendall también está Dadeland Mall, un exclusivo centro comercial cubierto, situado en East Kendall, en donde se encuentran tiendas como con Macy's, Saks Fifth Avenue y J. C. Penney.
En South Kendall, directamente al sur de Dadeland Mall en la US-1, se encuentra The Falls, un centro comercial al aire libre, con tiendas como Macy's cines como el Regal Cinema.

## Gobierno
El Departamento de Policía de Miami-Dade gestiona la Kendall District Station.

## Transporte
En Kendall se halla uno de los aeropuertos generales de la aviación de Miami, el Kendall-Tamiami Executive Airport.

## Educación
Las Escuelas Públicas del Condado de Miami-Dade gestiona escuelas públicas.